# Gama Tower
La Gama Tower (antes Cemindo Tower) es un rascacielos en Jalan H R Rasuna Said, al sur de Yakarta, Indonesia.Fue conocido como Rasuna Tower y Cemindo Tower durante el período de construcción, pero finalmente se nombró como Gama Tower.
Su altura de 285.5 metros de altura y 69 pisos y 4 plantas por debajo del suelo. El área del terreno de desarrollo de la torre es de 1,6 hectáreas. Tiene un estacionamiento para más de 1100 vehículos. En la actualidad, la torre es el edificio más alto de Indonesia y el 174º edificio más alto del mundo. La torre es una oficina mixta y un edificio de hotel. La construcción de la torre se inició en 2011 y la torre se coronó en 2015 y se inauguró en agosto de 2016.
Gama Tower es una torre de oficinas de lujo que aplica conceptos y desarrollo de edificios ecológicos. El Westin Hotel ocupa los 20 pisos superiores de la torre. Se pueden observar vistas de 360 grados de Yakarta desde el restaurante en el piso 51. Hay un club y salón en el piso 67, y el restaurante Henshin en el piso 69. Un salón de funciones se encuentra en el piso 69 de la torre. El resto de las plantas son oficinas ejecutivas. La torre tiene 310 metros de altura (hasta la punta de la torre y la botella) con 69 pisos (Henshin Skybar se encuentra en la botella de los pisos 69.º). Pero, la altura de la torre de la estructura del edificio solamente / piso superior es de 285.5 metros (excluida la botella y la punta).
| Predecesor: Wisma 46 | Edificio más alto de Indonesia 2016 - actualidad | Sucesor: - |